# 浜口庫之助
浜口 庫之助（はまぐち くらのすけ、1917年7月22日 - 1990年12月2日）は、日本のシンガーソングライター。愛称はハマクラ。
兵庫県神戸市出身。東京府立第四中学校、青山学院大学商学部卒業。妻は元女優の渚まゆみ。パーカッショニストの浜口茂外也は息子。

## 経歴
1917年、兵庫県神戸市に生まれる。浜口の父は建設会社を経営する実業家で、家庭環境は非常に裕福だった。家族の多くが音楽好きで兄弟はチェロ、ギター、ウクレレなどを嗜んだ。浜口自身も自然に音楽に親しんで育ち、5歳の時には楽譜を読めるようになった。
小学2年の時に一家は東京へ転居。東京府立第四中学校（現・東京都立戸山高等学校）に進学した浜口は、旧制第一高等学校（現・東京大学教養学部前期課程）入学を目指し勉学に励んだが受験に失敗。1935年に早稲田大学高等予科（現・早稲田大学高等学院）に入学するが、翌年中退した。
1936年、新宿にあった帝都ダンスホールのバンドボーイとなり、ギタリストとして活動した。当時の浜口は昼と夜に2つのバンドを掛け持ちしながらアメリカへ渡ってジャズの修行をすることを夢見ていた。この夢は翌1937年になって実現しかけたが、日中戦争の開戦が近いという情報を入手した友人に渡航中止を勧められて断念した。
渡航を断念した浜口は神戸製鋼所に就職したが、社会人として働くには学歴が必要だと悟り退社。1939年に青山学院高等商学部（現・青山学院大学経営学部）に入学した。当時の浜口はギター講師やスタジオ・ミュージシャンをして生活費を稼ぐ傍ら、大学内で立教大学や慶應義塾大学など他大学の学生と一緒に「DooDooフライヤン」という名のバンドを組んで活動した。
1942年9月に青山学院高等商学部を繰り上げ卒業した浜口はジャワ島で農園を委託経営する会社に就職し、同島のマランへ赴任した。浜口は終戦まで同地に勤務し、商社の仕事の他に軍の依頼で現地の住民に歌を通して日本語教育を行う仕事も任された。
太平洋戦争終結後捕虜となり、1946年5月に引き揚げ。東京でバンドを組み、進駐軍を相手に演奏を行った。
その後灰田勝彦の誘いを受けて灰田がメンバーを務めるハワイアンバンドのメンバーとなったり、自らも「スウィング・サーフライダーズ」や「アフロクバーノ」を結成して音楽活動を続ける。
1950年結婚、一男一女をもうける。長男はスタジオミュージシャンで、ラテンパーカッショニストとして日本屈指の存在である浜口茂外也。
「浜口庫之助とアフロ・クバーノ」として1953年から1955年まで3年連続でNHK紅白歌合戦（NHK総合・ラジオ第1）に出場した（第4回・第5回・第6回を参照）。
1957年、新宿コマ劇場で公演を行った海外の舞踊団が「郷土の芸術をお見せできるのは光栄なこと」と挨拶したのを見た浜口は、外国の音楽を演奏するのではなく日本の曲を創作することこそが重要だと認識するようになり、バンドを解散、歌手活動を停止し、作詞家・作曲家へ転向。
1959年、「黄色いさくらんぼ」（作曲）、「僕は泣いちっち」（作詞作曲）がヒットし、作詞家・作曲家として頭角を現すようになる。翌1960年に作詞した「有難や節」のヒット以降は社会情勢や大衆心理をとらえた作品作りを意識することで数々のヒット曲を生み出すようになった。また「有難や節」を題材にした日活映画『有難や節 あゝ有難や有難や』にも出演している。
1960年代には数々のヒット曲を出し、ヒットメーカーと呼ばれるようになる。
1963年、妻、邦子と死別。この年公開された映画「拝啓天皇陛下様」（野村芳太郎監督）には、容貌が似ていることを買われて昭和天皇役で出演した。
1965年、「愛して愛して愛しちゃったのよ」を歌った和田弘とマヒナスターズ、ビリーバンバン、西郷輝彦、にしきのあきらなど自らの弟子をスターに育て上げるなど人材育成にも才能を発揮。
1966年、「星のフラメンコ」「バラが咲いた」で日本レコード大賞（TBSテレビ・ラジオ、第8回）・作曲賞を受賞。以降、1972年石原裕次郎の「恋の町札幌」に至るまでヒット曲を世に送り続けた。鮮明に訴えかけるような個性の強い詞・曲作りを得意とし、今もなお一節が多くの人の記憶に残るようなヒット作が多い。
1973年に女優の渚まゆみと再婚。一女をもうけた。
晩年の1987年には、島倉千代子に楽曲提供した「人生いろいろ」（作詞：中山大三郎）が大ヒットした。
1989年、テレビ北海道開局記念番組「北海道はオーケストラ」の音楽を担当した。
大衆のために歌を作るという浜口の思いは強く、1990年には文化庁から叙勲（勲四等）の打診があった際には「勲章のため曲を作っているのではない」という思いから辞退した。

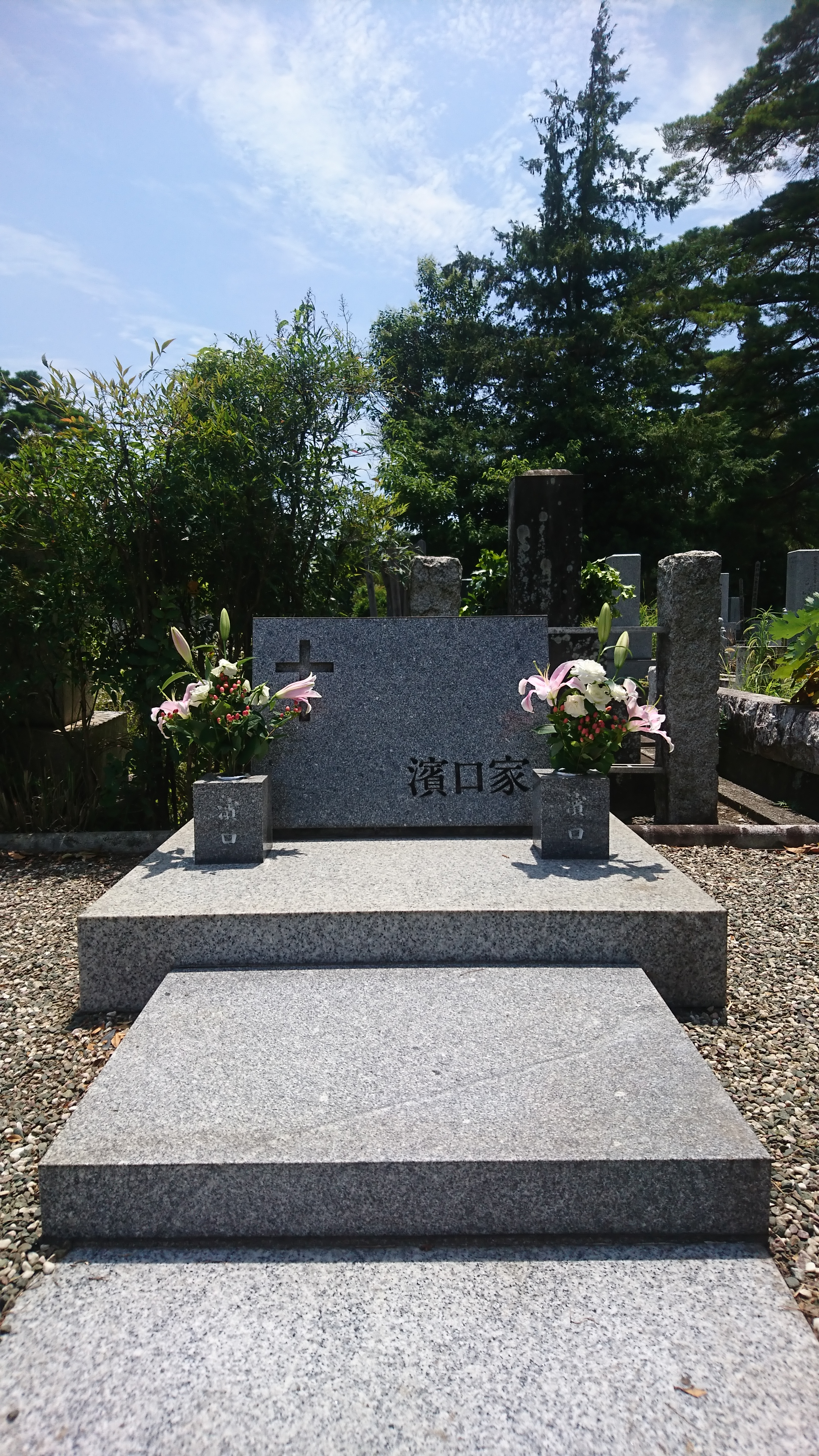
多磨霊園にある浜口家の墓

1990年12月2日、喉頭癌のため、東京都豊島区の癌研究会附属病院にて死去、73歳没。クリスチャンであったため、葬儀は東京都千代田区飯田橋の富士見町教会で営まれた。墓所は多磨霊園と鎌倉霊園に分骨されている。

## 評価
ジャックスの早川義夫は、「ロール・オーヴァー・ゆらの助」という浜口をちゃかしたような作品を発表したことがあるが、「人生いろいろ」を聴いたとき、
その曲のよさに感動し、そんな曲を書かなければよかったと心から反省したという。

## 主な作品

### 歌謡曲・フォーク・ポップス

#### 作詞・作曲
- 夜のベンチ（歌：大野一夫）(1959年）
- 僕は泣いちっち（歌：守屋浩）（1959年）
- 銀座の子守唄（歌：和田浩治(1960年)、守屋浩(1971年)）
- コロッケの唄（歌：五月みどり）（1962年, 2003年）
- 夜空の笛（歌：守屋浩）（1962年）
- 涙くんさよなら（歌：坂本九、ジャニーズ、和田弘とマヒナスターズ、ジョニー・ティロットソンの競作）（1965年）
- 愛して愛して愛しちゃったのよ（歌：田代美代子・和田弘とマヒナスターズ）（1965年）
- 星娘（歌：西郷輝彦）（1965年）
- 星のフラメンコ（歌：西郷輝彦）（1966年）
- バラが咲いた（歌：マイク真木）（1966年）
- 笑えピエロ（歌：植木等）（1966年）
- 夕陽が泣いている（歌：ザ・スパイダース）（1966年）
- 風が泣いている（歌：ザ・スパイダース）（1967年）
- 夜霧よ今夜も有難う（歌：石原裕次郎（1967年）、吉田拓郎（1977年））
- 粋な別れ（歌：石原裕次郎）（1967年）
- 愛の渚（歌：水原弘）（1967年）
- スイッチョ小唄（歌：水原弘） （1967年）
- エンピツが一本（歌：坂本九、葉村エツコ）（1967年）
- 花と小父さん（歌：伊東きよ子(1967年)、植木等(1967年)、畠田理恵(1989年)、里見浩太朗・熊田胡々(2012年)）
- 夜の虫（歌：浜口庫之助(1967年)、渚まゆみ(1974年)、みのもんた(2006年)）
- 花の手拍子（歌：英亜里）（1968年）
- 港町 涙町 別れ町（歌：石原裕次郎）（1969年）
- みんな夢の中（歌：高田恭子）（1969年）
- 涙と幸せ（歌：江利チエミ（1969年）、浜口真弓＋庫之助（1983年））
- へんな女（歌：水原弘）（1970年）
- もう恋なのか（歌：にしきのあきら）（1970年）
- こんど生まれてくる時は（歌：水原弘）（1971年）
- ああこの恋は（歌：水原弘）（1971年）
- 空に太陽がある限り（歌：にしきのあきら）（1971年）
- 熱い涙（歌：にしきのあきら）（1971年）
- 恋の町札幌（歌：石原裕次郎(1972年)、石原裕次郎・川中美幸(1995年)、里見浩太朗・熊田胡々(2012年)）
- 我愛你（歌：方怡珍）（1973年）
- 奪われたいの（歌：渚まゆみ）（1973年）
- 祭りの夜は恋の夜（歌：水原弘）（1973年）
- 青空（歌：水原弘）（1973年）
- わたし半人前（歌：渚まゆみ）（1974年）
- クロスオーバー・ラブ（歌：石原裕次郎）（1978年）
- 大人になれば（歌：大場久美子）（1978年）
- 恋の雪まつり（歌：三浦雄一郎）（1980年）
- 夕暮れ、恋人（歌：和田アキ子）（1981年）
- キャベツ畑の子供たち（歌：間下このみと子供たち）（1984年）
- ロマン札幌（歌：渚まゆみ）（1985年）
- 恋する蝶々（歌：五月みどり）（1988年）
- 愛しただけよ（歌：柏原芳恵）（1988年）
- 海の声 森の声（歌：堺正章）（1991年）

#### 作詞
- 有難や節（歌：守屋浩）（1960年）

#### 作曲
- 黄色いさくらんぼ（歌：スリー・キャッツ(1959年)、ゴールデンハーフ(1970年)）
- 若い突風（歌：和田浩治）（1960年）
- 恋の山手線（歌：小林旭）（1964年）
- 恍惚のブルース（歌：青江三奈）（1966年）
- ブルーブルース（歌：青江三奈）（1966年）
- 眠られぬ夜のブルース（歌：青江三奈）（1967年）
- みんなあげましょう（歌：由美かおる）（1967年）
- 愛のさざなみ（歌：島倉千代子）（1968年）
- 旭川ブルース（歌：中坪健）（1968年）
- 銭ゲバ大行進（歌：唐十郎）（1970年） - 映画『銭ゲバ』主題歌
- 泣くときゃひとり（歌：水原弘（1970年）
- しのび逢う恋（歌：ちあきなおみ）（1971年）
- 心に火をつけて（歌：にしきのあきら）（1971年）
- ちいさな恋（歌：天地真理）（1972年
- ねことめだか（歌：宮内良）（1979年） - テレビ番組『おかあさんといっしょ』で放送
- 夢という名の女（歌：森進一）（1980年）
- 人生いろいろ（歌：島倉千代子）（1987年）

#### 採譜・補作
- アキラの会津磐梯山（曲） （歌：小林旭）（1960年）
- ケメ子の歌（詞・曲） （歌：ザ・ダーツ、ザ・ジャイアンツの競作）（1968年）

### CM曲
- 小さな瞳（ロッテ・チョコレート）
- 愛する瞳、大学フレッシュ（参天製薬）（歌：浜口庫之助）
- 私のカローラ - ボサノヴァ調、歌詞の一部はフランス語
- いとしのカローラ（トヨタ・カローラ）
- ヤクルト・ジョア（「ヤクルト・ジョアのうた」「ジョアのうた」とも） (ヤクルト本社) （歌：小柳ルミ子。後年、剛力彩芽も歌う）
- 二度と言うな (タケダ・フローミン) （歌：浜口庫之助・天地総子）
- 誰かさんといっしょに (ヤマギワ) （歌：浜口庫之助・渚まゆみ）
- サンカラー薔薇 (三洋電機カラーテレビ)（歌：浜口庫之助）
- プッチンプリン (江崎グリコ)（歌：浜口庫之助、林寛子）
- 水割りソング (サントリー)  - 「黄色いさくらんぼ」の替え歌（ただし英語）を自らの歌唱でカバー。これを1997年、KONISHIKIがカバー。
- 純生ビール（サントリー）
- 明治屋ガーバー・ベビーフード（歌：浜口庫之助）
- バンソーの唄（歌：浜口庫之助・東映児童合唱団）
- ビッグ・アイ（歌：浜口庫之助）

### その他
- 北海道放送『東芝日曜劇場・わかれ』劇伴音楽（1967年）
- フジテレビ『猿の惑星 (テレビドラマ)　』日本版オープニングテーマ曲（1975年）

## NHK紅白歌合戦出場歴
| 年度/放送回              | 曲目                           | 対戦相手   |
| ------------------------ | ------------------------------ | ---------- |
| 1953年（昭和28年）/第4回 | 国境の南                       | 江利チエミ |
| 1954年（昭和29年）/第5回 | セントルイス・ブルース・マンボ | 江利チエミ |
| 1955年（昭和30年）/第6回 | インディアン・ラブコール       | 宝とも子   |

## 出演番組
- 24時のハマクラ（ニッポン放送）

## 演じた人物
- 玉置浩二 - 「みんな夢の中～ある偽ハマクラ伝～」（1992年12月28日、関西テレビ開局35周年記念番組）

2年前に亡くなった浜口庫之助へのオマージュ作品。「偽ハマクラ」を演じる玉置浩二が劇中でハマクラメロディを歌い、島倉千代子もその母役としてワンシーン登場した。
- 桑田佳祐 - 連続テレビ小説『ひよっこ』特別編（2017年12月31日、NHK総合・ラジオ第1「第68回NHK紅白歌合戦」内の企画）

同作の主題歌を担当していた桑田が浜口を演じ、桑田自らギターを演奏して有村架純ら他のキャストたちと「涙くんさよなら」を歌唱。